# Льоня Дворін
Льоня (Ар'є) Дворін (23 жовтня 1917, Одеса — 17 березня 2000) — ізраїльський футболіст і футбольний тренер. Батько радіокоментатора Денні Дворіна.
1934 року став одним з організаторів команди «Бейтар» (Тель-Авів). Провів 1 гру за збірну Палестини (Ізраїлю) — взяв участь у першій перемозі в історії збірної 27 квітня 1940 року.